# ランス (駆逐艦・2代)
ランス (HMS Lance, G87) はイギリス海軍の駆逐艦。L級。

## 艦歴
1938年3月31日発注。1939年3月1日起工。1940年11月28日進水。1941年5月13日就役。第4駆逐艦戦隊に配属。
就役後、「ランス」は本国艦隊の艦艇とともにスカパ・フローを基地とした。5月22日、ドイツ戦艦「ビスマルク」捜索にあたる戦艦「キング・ジョージ5世」を護衛。「ランス」は海上で故障が発生し、本国艦隊から分かれてスカパ・フローに戻った。5月26日には再び捜索に加わり、「ビスマルク」撃沈後イギリスに帰還する「キング・ジョージ5世」を護衛した。
6月、「ランス」はウエスタンアプローチ管区の第11護衛グループに配属され、グリーノックを拠点とした。6月22日、マルタへの航空機輸送作戦の一部として、「ランス」と駆逐艦「リージョン」は空母「フューリアス」をジブラルタルまで護衛した。「ランス」はその後もマルタへ向かう空母「アーク・ロイヤル」などの護衛を行った。7月には「ランス」はグリーノックに戻り、船団護衛任務に戻った。
8月もノースウエスタンアプローチを通過する船団の護衛に従事し、同月末には地中海での船団護衛に投入されるためジブラルタルへ移った。「ランス」はマルタへ向かう船団の護衛を続け、ハルバード作戦でも船団の護衛を行った。10月1日から12日まで整備が行われ、それから「ランス」はK部隊に加わった。11月9日、K部隊はイタリア駆逐艦に護衛された7隻の船からなる船団を攻撃し、その船団を壊滅させた（デュースブルク船団の戦い）。
ターラントからベンガジへと向かう敵船団の報告を受けて、「ランス」はK部隊とともに11月23日にマルタから出撃。11月24日、K部隊はイタリアの水雷艇2隻に護衛されたドイツの補給船「Maritza」と「Procidas」を発見し、2隻とも沈めた。マルタでの短いドック入りの後、「ランス」は船団護衛に戻った。12月17日、第1次シルテ湾海戦に参加。12月19日、機雷原に入ってしまったK部隊艦艇の救援活動に参加。
1942年1月は地中海での船団護衛で費やされた。2月、第22駆逐艦戦隊に転籍。2月、MW9船団を護衛。
4月5日の空襲でマルタでドックに入っていた「ランス」に爆弾が命中。さらに4月9日にも爆弾が命中した。「ランス」はチャタム工廠へと曳航されたが、そこで全損と判定された。